# Bratsk
Bratsk (en rus Братск) és una ciutat de l'óblast d'Irkutsk, a Sibèria (Rússia), situada vora el riu Angarà.
Enllaça amb la conca d'Irkutsk mitjançant el ferrocarril Baikal-Amur.
Té un dels complexos hidroelèctrics més importants del món: l'embassament de Bratsk (557 km de longitud; àrea de 5.500 km²; capacitat: 180.000 milions de m³; potència instal·lada: 4.500 milions kW; producció: 22.600 milions kWh l'any), que es troba en funcionament des del 1961. És la base de proveïment d'energia i aigua de les fàbriques d'alumini de Bratsk (es calcula que en surt el 4% de la producció mundial d'alumini ).

## Història
L'any 1631 els cosacs fundaren una fortalesa sobre el riu Angarà que anomenaren Bratski ostrog (Братский острог), literalment 'el presidi de Bratsk'. El nom prové de «братские люди» (bràtskie liüdi), 'poble germà' o, literalment, 'gent germana'.
Amb la construcció de la central hidroelèctrica, el nou assentament dels treballadors i, després, la ciutat van rebre el nom de Bratsk.